# 爸爸偶像
《爸爸偶像》（日语：パパドル!）是自2012年4月19日在TBS电视台播出的木曜9剧集。主演为锦户亮。

## 概要
- 本作為錦戶亮初次主演黃金時段的連續劇，也是繼《雙頭犬》（オルトロスの犬）（2009年7月）以來再度出演TBS的戲劇。共演的優香則是在《20歲的結婚》（2000年7月）之後睽違12年主演TBS的連續劇。
- 制作發表時暫定的名稱為，是以中山美穗1987年主演的戲劇《媽媽是偶像》（ママはアイドル!）為原案，更換性別設定後重製的作品。
- 劇中故事主要描寫錦戶亮以現實生活中偶像團體關西傑尼斯8的成員身分與優香所飾演的單親媽媽秘密結婚所引起的騷動。

## 人物介紹

### 花村家
- 錦戶亮 - 錦戶亮（關西傑尼斯8）

偶像團體關西傑尼斯8的成員。十分疲累的時候偶然間在便利商店遇見遙，便喜歡上她。飾演角色為他本人。
- 花村遥 - 優香

有三個小孩的媽媽。17歲時因懷了芽衣結婚，但在8年前離婚後成了單親媽媽。靠著白天在果菜市場，晚上在便利商店工作養家。
- 花村芽衣  - 川島海荷

花村家的長女，就讀都立高中1年級。總是率先做家事，希望母親能得到幸福。雖然贊成母親再婚，但因為覺得「偶像沒有信用」而反對媽媽跟錦戶結婚。
- 花村悠斗  - 今井悠貴

花村家長男，國中2年級生。說話方式像是自言自語般的嘟噥。有網路成癮症，對人沒什麼興趣。對於偶像的錦戶抱持無感的態度。每天會在Twitter上發表花村家的狀況。
- 花村佳奈 - 谷花音

次女，小學3年級生。非常喜歡時尚的女孩子。「嵐」的歌迷，其中最喜歡的是櫻井翔。不會考慮對方的心情，想說的話就會直接說出口。有時候會幫芽衣說出忍住不說的話。
- 花村奈津 - 高畑淳子

遙的母親。石川遼的球迷。看見女兒能夠找到新戀情很開心。
- 花村小八

花村家養的狗。名字的由來是因為「生日是8月8日」，跟「關西傑尼斯8」沒有關係。

### 傑尼斯事務所
- 脇坂正平 - 江成和己（日语：えなりかずき）

關西傑尼斯8的現場經紀人兼司機。27歲入社半年的新人。工作做不來、意外地常常失敗。被說教時不會看現場氣氛絲毫沒在反省。
- 間宮義春 - 八嶋智人（日语：八嶋智人）

關西傑尼斯8的團體經紀人。從出道時就一直支持著關西傑尼斯8，夢想有一天能將關西傑尼斯8培育成世界第一的偶像。
- 朝比奈元子 - 財前直見

關西傑尼斯8的主要經紀人。散發出的氣場會震懾對方。給擅自結婚的錦戶的懲罰是「三個月內引退或者離婚」。
- 關西傑尼斯8

錦戶所屬團體的成員。飾演角色為團員本人。
- 岡島充 - 城島茂（TOKIO）

原偶像，「串燒みつる」的老闆。過去以名為「銀河隊GALAXY」的團體隸屬於傑尼斯事務所。因女性問題被解雇。

### FIRE RESCUE 119
※劇中錦戶亮主演的連續劇
- 早川琢 - 鈴木亮平

與錦戶合演戲劇的演員。
- 岡本奈由實 - 高梨臨

與錦戶合演戲劇的演員。傳聞和錦戶談戀愛中，事實上是受典子的命令捏造事實、利用錦戶來讓自己出名。表面上與錦戶相安無事，其實一心想幫助早川奪取錦戶第一男主角的位子。
- 竹富典子 - 島谷瞳

早川與岡本的現場經紀人。

### 其他登場人物
- 多田弘道 - 山田親太朗

專門拍攝獨家的攝影師。
- 苅谷隆博 - 佐藤二朗

奈津的主治醫生。對遙有意思，會錯意地妄想兩人是兩情相悅。
- 岡島大輔 - 松本聖海

充的兒子。目標是希望能成為像父親一樣能歌善舞的偶像。
- 江口美緒 - 後藤郁（美女甜甜圈！！！）

芽衣的高中朋友。
- 新井光 - 古畑星夏

芽衣的高中朋友。
- 佐倉鐵平 - 塚本高史（第7－8集）

花村家3個小孩的親身父親。因為外遇與妻子爭吵、一氣之下離家出走，兩人最終離婚。在新加坡從事飲水宅配業、為了商談生意而回到日本，暫時住在花村家。

### 客串演出（飾演角色皆為本人）

#### 第1集
- 大野智、櫻井翔（嵐）

錦戶亮與橫山裕上的節目《嵐的大秘密》（ひみつの嵐ちゃん！）的主持人。
- 堤幸彦

關西傑尼斯8演出的電影「關八戰隊」的導演。

#### 第2集
- 笑福亭鶴瓶、本田翼

電視節目《A-Studio》主持人。錦戸擔任來賓。
- 宮澤正之（日语：さかなクン）
- 川越達也（日语：川越達也）
- 松崎茂幸（日语：松崎しげる）

#### 第3集
- 恵俊彰（日语：恵俊彰）（HOSHAMAGA）
- 枡田繪理奈（TBS電視台播報員）
- 八代英輝（日语：八代英輝）
- 有田哲平（奶油濃湯）
- 貴婦松子
- 上田浩二郎、岩崎一則（Hi-Hi）

#### 第4集
- 石川小百合

音樂節目《SONG FROM GENERATION》的歌唱來賓。在演唱新曲《浜唄》及代表作《天城越え》時突然發生了麻煩。
- 佐藤充宏（日语：佐藤充宏）

《SONG FROM GENERATION》的主持人。
- 花柳糸之社中（日语：花柳糸之社中）

石川小百合的伴舞。
- 藥丸裕英（日语：薬丸裕英）、岡江久美子、杉浦太陽、竹內香苗（日语：竹内香苗）（TBS電視台播報員）

情報節目《はなまるマーケット》主持人。錦戶亮在其節目單元「花丸咖啡」擔任嘉賓。
- 高野貴裕（TBS電視台播報員）、西尾季隆、嵯峨根正裕（X-GUN）

電視節目《関ジャニエイトのカモンエイター》主持人。
- TETSU（Bugs Under Groove）

受錦戶的委託教大輔和悠斗跳舞。
- 馬丁·史柯西斯

好萊塢電影導演。因要將日本小說改編成電影，正在尋找合乎角色設定的日本演員。（僅在照片中出現）

#### 第5集－完結篇
- 山里亮太（南海甜心（日语：南海キャンディーズ）） ─ 第5集

錦戸擔任來賓的TBS電台節目《水曜JUNK 山里亮太の不毛な議論》的主持人。
- 佐佐木藏之介 ─ 第6集

主演連續劇《ハンチョウ5〜警視庁安積班〜》的演員。
- 八十島、常（2700） ─ 第7集

電視節目《関ジャニエイトのカモンエイター》來賓。
- 拓也、哲也（角田兄弟） ─ 第9集

電視節目《関ジャニエイトのカモンエイター》來賓。
- 惠俊彰、八代英輝、枡田繪理奈（TBS電視台播報員）、田中美奈實 (TBS電視台播報員) ─ 完結篇

情報節目《ひるおび！》主持人。

## 主題曲
- 關西傑尼斯8《就是愛。》（TEICHIKU ENTERTAINMENT）

## 收視率
| 話數                                          | 播放日        | 日文標題 | 編劇                | 導演              | 收視率 |
| --------------------------------------------- | ------------- | -------- | ------------------- | ----------------- | ------ |
| 第1話                                         | 2012年4月19日 |          | 金子惠里沙          | 坪井敏雄          | 11.6%  |
| 第2話                                         | 2012年4月26日 |          | 金子惠里沙          | 坪井敏雄          | 8.1%   |
| 第3話                                         | 2012年5月10日 |          | 大島里美            | 渡瀬曉彦          | 8.1%   |
| 第4話                                         | 2012年5月17日 |          | 金子ありさ          | 坪井敏雄          | 8.0%   |
| 第5話                                         | 2012年5月24日 |          | 金子ありさ          | 金子文紀          | 7.1%   |
| 第6話                                         | 2012年5月31日 |          | 大島里美            | 渡瀬曉彦          | 7.6%   |
| 第7話                                         | 2012年6月7日  |          | 金子ありさ          | 坪井敏雄          | 8.1%   |
| 第8話                                         | 2012年6月14日 |          | 大島里美            | 渡瀨曉彥          | 6.7%   |
| 第9話                                         | 2012年6月21日 |          | 金子ありさ          | 渡瀨曉彥          | 7.6%   |
| 最終話                                        | 2012年6月28日 |          | 金子ありさ          | 坪井敏雄          | 7.9%   |
| 平均收視率 8.2%（收視率由Video Research調查） |               |          |                     |                   |        |
| 特別篇                                        | 2012年5月3日  |          | 金子ありさ 政池洋佑 | 坪井敏雄 渡瀬曉彦 | 8.3%   |

## 作品的變遷
| TBS週四9時連續劇                                                 | TBS週四9時連續劇                     | TBS週四9時連續劇 |
| ---------------------------------------------------------------- | ------------------------------------ | ---------------- |
|                                                                  | 爸爸偶像 （2012.4.19 - 2012.6.28）   |                  |
| 最棒的人生終結方式～Ending Planner～ （2011.10.27 - 2011.12.22） | Beginners! （2012.7.12 - 2012.9.20） |                  |

| 緯來日本台 週一至週五 21:00至22:00     | 緯來日本台 週一至週五 21:00至22:00    | 緯來日本台 週一至週五 21:00至22:00 |
| -------------------------------------- | ------------------------------------- | ---------------------------------- |
|                                        | 偶像爸爸 （2012.12.04 - 2012.12.17）  |                                    |
| 王牌大律師 （2012.11.19 - 2012.12.03） | 派遣女醫X （2012.12.18 - 2012.12.27） |                                    |